# Prix de la nouvelle
Le prix de la nouvelle est un prix de l'Académie française annuel, créé en 1971 par la Fondation Le Métais-Larivière. Il est attribué à l’auteur du recueil de nouvelles jugé le meilleur.

## Liste des lauréats

### Années 1970
- 1971 : Daniel Boulanger, Vessies et Lanternes.
- 1972 : Jean Fougère, La Belle femme.
- 1973 : François Nérault, Le Point le plus à l’est.
- 1974 : Marcel Schneider, Déjà la neige.
- 1975 : Roger Grenier, Miroir des eaux.
- 1976 : Christine Arnothy, Le Cavalier mongol.
- 1977 : Noël Devaulx, Le Lézard d’Immortalité.
- 1978 : Jean-Pierre Enard, Le Dernier Dimanche de Sartre.
- 1979 : Claude Delarue, Le Grand Homme.

### Années 1980
- 1980 : Jean Cau, Nouvelles du Paradis.
- 1981 : Jean-Pierre Maurel, Le Diable sur la neige.
- 1982 : Jean-Marie Blas de Roblès, La mémoire de riz.
- 1983 : Jean Ferniot, Le Chien-Loup.
- 1984 : Pierre-Jean Remy, Orient-Express II.
- 1985 : Maurice Pons, Douce-Amère.
- 1986 : Prix non décerné.
- 1987 : Louis Calaferte, Promenade dans un parc.
- 1988 : Pierre Gripari, Contes cuistres.
- 1989 : Prix non décerné.

### Années 1990
- 1990 : Inès Cagnati, Les Pipistrelles.
- 1991 : Rachid Mimouni, La Ceinture de l’ogresse et Pierre Mertens, Les Phoques de San Francisco.
- 1992 : Françoise de Maulde, Le Séjour à Hollywood.
- 1993 : Frédéric Berthet, Felicidad.
- 1994 : Moussa Abadi, La Reine et le Calligraphe.
- 1995 : Jean-Marie Laclavetine, Le Rouge et le Blanc.
- 1996 : Pas de prix.
- 1997 : Benoît Duteurtre, Drôle de temps et Vassilis Alexakis, Papa.
- 1998 : Yasmina Reza, Hammerklavier.
- 1999 : Constance Delaunay, Qu’est-ce qu’on attend ?.

### Années 2000
- 2000 : Anna Gavalda, Je voudrais que quelqu'un m'attende quelque part.
- 2001 : François Bott, Une minute d’absence.
- 2002 : Mathieu Terence, Les Filles de l’ombre.
- 2003 : Annie Saumont, Ensemble de ses nouvelles.
- 2004 : Jean Cavé, La Souris céleste.
- 2005 : Fabrice Pataut, Trouvé dans une poche.
- 2006 : Gabrielle Rolin, Rappels à l’ordre.
- 2007 : Laurence Cossé, Vous n’écrivez plus ?.
- 2008 : Patrice Lelorain, Quatre uppercuts.
- 2009 : Sylvain Tesson, Une vie à coucher dehors.

### Années 2010
- 2010 : Christophe Ferré, La Photographe.
- 2011 : Thomas Clerc, L’homme qui tua Roland Barthes.
- 2012 : Catherine Ravelli, Accident voyageur.
- 2013 : Marie Causse, L’Odeur de la ville mouillée.
- 2014 : Tonino Benacquista, Nos gloires secrètes.
- 2015 : Arnaud Cathrine, Pas exactement l’amour.
- 2016 : Gérard Oberlé, Bonnes Nouvelles de Chassignet.
- 2017 : Claire Veillères, Une poule rousse et autres nouvelles.
- 2018 : Marie Sizun, Vous n’avez pas vu Violette ?.
- 2019 : Louis-Antoine Prat, Belle encore et autres nouvelles.

### Années 2020
- 2020 : Chantal Detcherry, Histoires à lire au crépuscule
- 2021 : David Thomas, Seul entouré de chiens qui mordent
- 2022 : Uli Wittmann, Le Crocodile blanc et autres hasards
- 2023 : Franck Courtès, Les Liens sacrés du mariage
- 2024 : Bertrand de Saint Vincent, Une certaine désinvolture